# Nuestra Señora del Rosario de Baruta (paroisse civile)
Pour les articles homonymes, voir Baruta (homonymie).
Pour l’article homonyme, voir Nuestra Señora del Rosario de Baruta (Venezuela).
Nuestra Señora del Rosario de Baruta, simplement Baruta, est l'une des trois paroisses civiles de la municipalité de Baruta dans l'État de Miranda au Venezuela. Sa capitale est Nuestra Señora del Rosario de Baruta, qui constitue de facto un des quartiers de la capitale Caracas. En 2011, sa population s'élève à 159 142 habitants.

## Géographie

### Démographie
Hormis sa capitale Nuestra Señora del Rosario de Baruta, qui constitue de facto l'un des quartiers de la capitale Caracas, la paroisse civile possède plusieurs quartiers distincts :
- Alto de la Loma
- Boquerón
- Cumbres de Curumo
- El Placer
- Hoyo de la Puerta
- La Alameda
- La Hoyadita
- Las Cocuizas
- Nuestra Señora del Rosario de Baruta
- Prados del Este
- Santa Fe
- Serrucho